# Galguduud
Galguduud ou Gālgūdūd é uma região administrativa (gobol) do estado de Galmudug, no centro da Somália. Sua capital administrativa é Dusmareb. A maior cidade da região é El Buur, que fica no centro da região.
A região de Galgaduud e Mudug formaram o estado de Galmudug em 2016, um estado autónomo dentro da Somália, conforme definido pela Constituição Provisória da República Federal da Somália.

## Distritos
- Dhusa Mareb
- Guri Cel
- Cadaado
- Ceelbuur
- Ceeldheer
- Galcad
- Galhareeri
- Caabudwaq
- Balanballe